# Défi des trois pôles
Le défi des trois pôles (en anglais : Three Poles Challenge) est un défi mêlant alpinisme et exploration polaire, qui consiste à parvenir au sommet de l'Everest ainsi qu'aux pôles Nord et Sud.
L'alpiniste néo-zélandais Edmund Hillary est la première personne à atteindre ces trois endroits.
Le livre Guinness des records mentionne le Norvégien Erling Kagge comme le premier à avoir réussi le défi à pied, alors qu’Hillary a atteint le pôle Nord en avion. Kagge a rejoint le pôle Nord avec son compagnon Børge Ousland le 8 mai 1990. Le 7 janvier 1993, il s'est rendu seul au pôle Sud et le 8 mai de la même année, il a atteint le sommet du mont Everest. 
L'exploratrice norvégienne Tina Sjögren est, en 2022, la première femme à avoir réussi le défi.
Parmi les vainqueurs, seul le capitaine et guide français Antoine de Choudens (1969-2003) n'a pas eu recours à l'oxygène pour escalader l'Everest (défi réalisé entre1996 et 1999).
En 1999, avec l'atteinte du pôle Sud, Antoine de Choudens, Antoine Cayrol et François Bernard sont les premiers Français à avoir réussi le challenge. 
Le défi des trois pôles est inclus dans le Grand Chelem des explorateurs, qui consiste, outre l'atteinte des 2 pôles, à gravir les sommets de chacun des 7 continents (dont l'Everest pour l'Asie).